# The Dudesons
The Dudesons, ou Les Dudesons au Québec (Extreme Duudsonit), est une émission de télévision finlandaise qui a débuté en janvier 2001. C'est une combinaison de cascades extrêmes et d'humour présentée de façon réaliste. L'émission suit la vie quotidienne de quatre meilleurs amis, qui ont une tendance à l'anarchie et aux situations périlleuses.

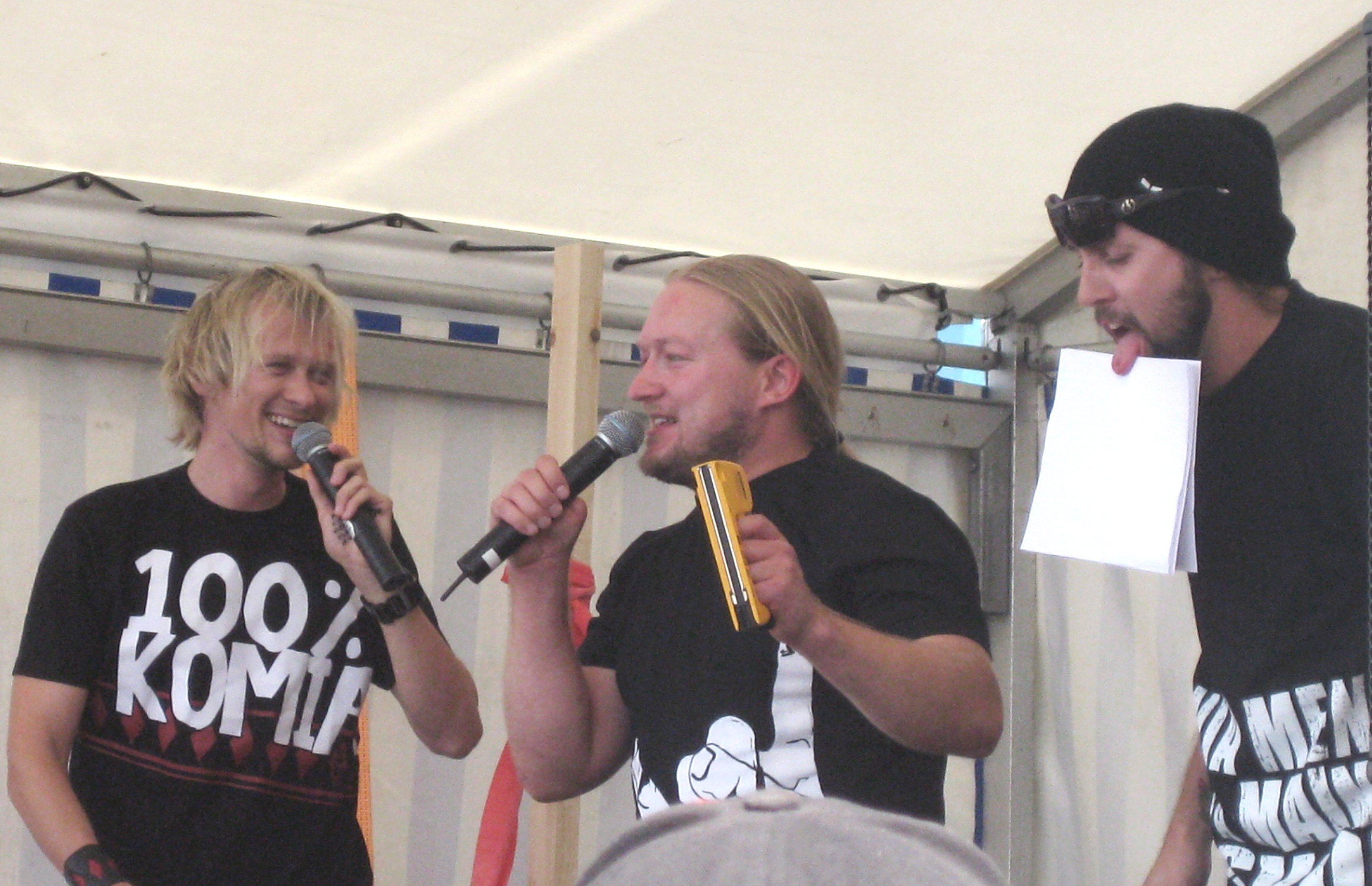
Les Dudesons se produisant devant le centre commercial Lanterna à Roihupelto, Helsinki. De gauche à droite Jarno, Jarppi et HP.

L'émission a été comparée à d'autres émissions populaires similaires telles que Jackass, Dirty Sanchez (en), Wildboyz et Viva La Bam.
Au Québec, l'émission est diffusée à partir du 31 août 2009 à MusiquePlus.

## Histoire
Les Dudesons sont quatre : Jukka Hilden (né en 1980), Jarno « Jarppi » Leppälä (né en 1979), Jarno Laasala (né en 1979) et Hannu-Pekka «HP» Parviainen (né en 1981). Ils sont tous nés dans la petite ville de Seinäjoki, en Finlande et Jukka, Hp, Jarppi et Jarno sont de bons amis depuis l'école primaire.
Au milieu des années 1990, les Dudesons sont en pleine adolescence, et de grands praticiens de snowboard, de surf, de skateboard et de descente VTT. Ils ont alors commencé à filmer leurs passe-temps ce qui donne une grande variété de cascades. L'un des quatre Dudesons, Jarno Laasala, a également été le metteur en scène, cinéaste et rédacteur en chef de ces vidéos.

## L'émission finlandaise
En janvier 2000, Jarno Laasala, employé comme éditeur par la chaîne de télévision MoonTV, a eu l'occasion de faire sa propre émission. Le tournage débute le mois suivant. La chaîne a mis en avant l'arrivée de la première saison, intitulée Extreme Duudsonit, par une promotion importante. La saison 1, diffusée pour la première fois sur MoonTV en janvier 2001, a été un succès et est rapidement devenue très populaire en Finlande. En septembre 2001, l'émission a été diffusée sur Nelonen, la deuxième plus grande chaîne commerciale de Finlande.
L'année 2002 a vu la diffusion de la deuxième saison, et les protagonistes de l'émission ont été élus par les médias "personnes de l'année".
Les troisième et quatrième saisons apparaissent en 2003 et 2004. La quatrième saison a également été marquée par l'introduction du cinquième membre des Dudesons, Britney (un porc, à l'origine appelé Satan), qui est depuis resté un personnage important dans l'émission.

## The Dudesons Movie
Le lancement international de l'émission est accompagné par le film The Dudesons Movie, qui est sorti en Finlande le 31 mars 2005, et directement en DVD dans une douzaine d'autres pays. Le film est sorti aux États-Unis le 11 juillet 2006, distribué par Warner Rhino. Malgré des avis mitigées de la part des critiques finlandais, le film a remporté le prix du « Film préféré du public » aux Prix Jussi, l'équivalent finlandais des Oscars, avec 47 % des voix.

## Autres apparitions
Les Dudesons sont de bons amis avec Bam Margera et Steve-O et ont fait trois apparitions dans la populaire émission de MTV Viva La Bam. Ils jouent aussi des rôles de soutien dans la prochaine émission de Bam Margera. Margera et Steve-O, d'autre part ont fait de nombreuses apparitions dans l'émission The Dudesons.
Maintenant ils ont un bar dans leur ville natale Seinajoki qui s'appelle Le Komia.